# アースバッグ
アースバッグ（Earth Bag）とは、建築構造の一つである。土を詰めた土嚢袋を、家の形状に積み上げていく事で建造する建物や、その工法を指す。

## 概要
イラン系アメリカ人の建築家であるネーダー・ハリーリ（Nader Khalili）が考案した。中東においては、古来よりアドベなど石を基調とした建物が造られており、ハリーリは、この伝統的な建築物と日干しレンガからヒントを得てアースバッグ工法を考案した。

### 施工方法
土を詰めた土嚢袋を壁状に積み上げ、圧迫し、有刺鉄線や杭などで土嚢袋をズレないように固定していく。窓や扉、通気口などは都度設置し、それを覆うように土嚢袋を積み上げて固定される。ある程度、高さを確保したら木造などの屋根を設置し、壁に漆喰等の塗り壁で仕上げる。ドーム型の構造にして、天井まで全ての面をアースバッグする事も可能である。

### 特徴
他の工法より比較的安価でありながら、一般的なコンクリートの約4倍の強度を持ち、断熱性や防音性にも優れ、女性や子供でも施工しやすい工法である。また、現地に土さえあれば、重い資材を大量に運びこむ必要が無く、木材をほとんど使用せず土を主体に建造するため環境にも良いとされている。日本など湿気の多い気候の国や地域では、それに合わせた工夫などが必要である。
土嚢袋の素材によって、耐候性について欠点があり工夫が必要である。ポリプロピレン繊維は直射日光に弱く、日光により袋が破れてしまう事があり、黄麻の土嚢袋は湿気により腐ってしまう事がある。
また、日本の建築基準法では、工法としてアースバッグ工法は認められていない。

## 宇宙開発における利用
1984年アースバッグ工法の論文発表後、アメリカ航空宇宙局（NASA）のものを含め、いくつかのシンポジウムや出版物に掲載され、NASAで月面基地をアースバッグで建造する事が検討された。
また、火星などでも建築可能である。